# 美少女H
『美少女H』（びしょうじょエイチ）シリーズは、フジテレビ系列で、1998年4月13日から1999年9月27日にかけて放送されたテレビドラマシリーズ。放送時間は毎週月曜日25:10-25:40。

## 概要
フジテレビの第一制作部（ドラマ部門）が手がけた本格女優養成ドラマ。連続ドラマの主演を任せられるような女優、特にフジテレビ月9に主演する女優の養成を目指し、製作された。CS放送ではワークショップ形式の番組『美少女H基礎女優講座』も放映された。
なお、番組名の「H」であるが、（作品世界観における）高校教室「H組」に由来しており、いわゆる釣り見出し・タイトル詐欺のようなものである。
出演者は、ある女子高の3年H組の生徒という設定。その中から毎回1人がヒロインを演じる。また、ヒロインの女子高生の役名は演者の芸名と同じである。ストーリーは基本的に一話完結の体裁が採れたが、『美少女H3』については1作4話の中編となっている。
この番組出演後内山理名、小池栄子、佐藤江梨子、水川あさみ、吉井怜、片瀬那奈がブレークした。

## 放送リスト

### 美少女H
（1998年4月13日 - 1998年9月21日放送）
- 第0話「放課後の予感」（主演：[注 1]、共演：青木堅治・菊池均也・山上賢治）
- 第1話「サクラサク…」（主演：黒坂真美、共演：田中千絵）
- 第2話「恋する乙女」（主演：本宮純子、共演：緒沢凛・高橋一生・青木堅治）
- 第3話「ありふれた事件」（主演：緒沢凛、共演：金子絵里・中村愛美・高野八誠・山村美智）
- 第4話「Pillow Talk」（主演：田中千絵・小谷美裕、共演：西村大介・山崎裕太）
- 第5話「最後の嘘」（主演：仲根かすみ、共演：緒沢凛・黒坂真美・中村愛美・藤田哲也・児玉多恵子）
- 第6話「屋上の聖戦」（主演：上里敦子、共演：本宮純子・吉田朝・高杉亘）
- 第7話「六月の手袋」（主演：中村愛美、共演：尾崎沙也・窪塚洋介・鈴木美恵）
- 第8話「せつない雨」（主演：金子絵里、共演：安達心平・平井みき・黒田基嘉）
- 第9話「COLOR GIRL」（主演：黒須麻耶、共演：黒坂真美・小野みゆき）
- 第10話「めぐり逢いたくて」（主演：尾崎沙也、共演：本宮純子・草野康太・梅津栄）
- 第11話「My Dear Boy」（主演：吉井怜、共演：内山眞人・崎本大海）
- 第12話「十七歳の記録」（主演：水川あさみ、共演：仲根かすみ・大柴邦彦）
- 第13話「彼のお家で××」（主演：内山理名、共演：佐藤江梨子・及川仲・金井節）
- 第14話「夏の百合」（主演：小池栄子、共演：小谷美裕・余貴美子）
- 第15話「地球最後の日」（主演：しらたひさこ、共演：黒坂真美・小池栄子・みのすけ）
- 第16話「少女の目標」（主演：小高早紀、共演：緒沢凛・本宮純子・高橋一生・北村栄基）
- 第17話「海とリンゴ」（主演：佐藤江梨子、共演：小谷美裕・吉井怜）
- 第18話「父、帰る…」（主演：清水千賀、共演：りりィ・織本順吉、演出・脚本：豊川悦司）
- 第19話「TOKYO NIGHT WAVE」（主演：吉川めい、共演：田中千絵・大塚よしたか）
- 第20話「死んでもいい」（主演：内藤陽子、共演：小倉久寛・永井流奈）
- 第21話「軽い機敏な子猫何匹イルカ?」（主演：千葉れみ、共演：水川あさみ・しらたひさこ・仲根かすみ・辻本茂雄）
- 総集編「連ドラへ行こう！～素顔の新人女優たち～」

### 美少女Hスペシャル
（1998年10月5日放送）
- 「Juliet'98」（出演：1 - 21話の主演者[注 2]・東根作寿英）

### 美少女H2
（1998年10月12日 - 1999年3月22日放送）
- 第1話「秋夜のシンデレラ」（主演：本宮純子、共演：小池栄子・小谷美裕・しらたひさこ・花原照子・谷津勲・高橋克実）
- 第2話「Please Mr.Tomorrow」（主演：黒坂真美、共演：仲根かすみ・吉井怜）
- 第3話「死球（デッド・ボール）」（主演：中沢純子、共演：緒沢凛・丸山智己）
- 第4話「サヨナラに今日は」（主演：田中千絵、共演：絵里・白竜）
- 第5話「MOONY NIGHT」（主演：小谷美裕、共演：絵里・小池栄子・斉藤暁・上原由恵・水森コウ太
- 第6話「流星たちが舞い降りるころII」（主演：北川弘美、共演：石川シン・ただのあっ子）
- 第7話「ボンバー・ガール」（主演：水川あさみ、共演：尾崎沙也）
- 第8話「サバイバル少女」（主演：小高早紀、共演：内藤陽子）
- 第9話「(Just Like)Starting Over」（主演：しらたひさこ、共演：水川あさみ・田口浩正）
- 第10話「ホーリー☆ゴースト!」（主演：緒沢凛、共演：仲根かすみ・妻夫木聡・徳山秀典）
- 第11話「ビーナスの微笑み」（主演：黒須麻耶）
- 第12話「TOKYO BLACK」（主演：清水千賀）
- 第13話「Over The Window」（主演：黒坂真美、共演：柏原収史）
- 第14話「TWILIGHT PARADISE」（主演：絵里）
- 第15話「父、嫁ぐ。」（主演：内藤陽子）
- 第16話「ソーダマシン」（主演：白川みなみ、共演：小谷美裕・北川弘美・野村祐人）
- 第17話「ラストシーズン」（主演：仲根かすみ）
- 第18話「最後のデート」（主演：片瀬那奈、共演：小谷美裕・中沢純子）
- 第19話「18歳のウソ」（主演：水川あさみ）
- 第20話「夢のかなう場所」（主演：田中千絵）

### 美少女Hバレンタインスペシャル
（1999年2月15日放送）
- 「My Sweet Valentine」（主演：山口らら、共演：田中千絵）

### 美少女H最終回スペシャル
（1999年3月29日放送）
- 「卒業旅行」（出演：上記の主演者[注 3]・田口浩正・金山一彦）

### 美少女H3「少女たちの異常体験」
（1999年4月12日 - 1999年9月27日放送）
- 第1作「血のような眼」（主演：田中千絵、共演：加藤善博・モロ師岡）
- 第2作「アナタハダレ?」（主演：勝村美香）
- 第3作「美人3姉妹心霊ツアー」（主演：白川みなみ、共演：夏生ゆうな・北浦実千枝）
- 第4作「愛しい人が眠るまで」（主演：緒沢凛）
- 第5作「赤い波涛」（主演：黒坂真美、共演：小池栄子・内藤陽子・柴俊夫・大場久美子・つぶやきシロー・田口浩正・風祭ゆき）
- 第6作「風に揺られて」（主演：葵千智、共演：邑野未亜・加藤善博・生瀬勝久）

## 主題歌・挿入歌
主題歌
- ゆず
  - 「ところで」（美少女H）
  - 「月曜日の週末」（美少女Hスペシャル -）
- TIMESLIP-RENDEZVOUS
  - 「IT`S GONE NOW」（美少女H3）

挿入歌
- Aqua
  - 「My Oh My」（美少女H）